# Праксідіке (супутник)
Праксідіке (грец. Πραξιδίκη) — супутник Юпітера, відомий також під назвою Юпітер XXVII.

## Відкриття
Був відкритий 23 листопада 2000 року групою астрономів з Гавайського університету під керівництвом Скотта Шеппарда. Отримав тимчасове значення S/2000 J 7 . В серпні 2003 року Міжнародний астрономічний союз присвоїв супутнику офіційну назву Праксідіке в честь грецької богині покарання .

## Орбіта
Супутник проходить повний оберт навколо Юпітера на відстані приблизно 21 147 000 км за 625 діб та 7 годин. Орбіта має ексцентриситет 0,230. Нахил ретроградної орбіти до локальної площини Лапласа 149,0°. Знаходиться у групі Ананке 
.

## Фізичні характеристики
Діаметр Праксідіке приблизно 7 кілометрів. Оціночна густина 2,6 г/см³. Супутник складається переважно з силікатних порід. Дуже темна поверхня має альбедо 0,04. Зоряна величина дорівнює 21,2m.